# Tauba-moskeen
Tauba-moskeen er en moske på Dortheavej i Københavns Nordvest-kvarter. Moskeen er tilknyttet Islamisk Trossamfund og er dermed henvendt til sunni-muslimer.